# 이력 데이터베이스
이력 데이터베이스 또는 템포럴 데이터베이스(temporal database)는 시간 인스턴스에 관련한 데이터를 저장한다. 템포럴(temporal) 자료형을 제공하고 과거, 현재, 미래 시간에 관한 정보를 저장한다. 이력 데이터베이스는 2가지 주요 개념, 속성이 있다: 유효 시간, 트랜잭션 시간. 더 구체적으로, 템포럴 개념이 보통 이러한 2가지 개념(유효 시간, 트랜잭션 시간)을 아우른다는 것이다. 이 속성들을 병합하여 바이템포럴(bitemporal) 데이터를 만들 수 있다.
- 유효 시간(valid time): 실제 세계에서 사실이 참인 동안의 시간
- 트랜잭션 시간(transaction time): 데이터베이스에 저장된 사실이 알려진 동안의 시간
- 바이템포럴 데이터(bitemporal data): 유효, 트랜잭션 시간을 둘 다 아우른 것.

유효 시간, 트랜잭션 시간 외에 결정 시간(Decision Time) 등의 타임라인을 가질 수 있다. 이 경우 데이터베이스는 멀티템포럴 데이터베이스(multitemporal database)라고 하며, 이는 바이템포럴 데이터베이스의 반의어이다. 그러나 이러한 접근은 (외부) 키의 유효성을 다루는 등의 추가적인 복잡성을 가져오게 된다.
이력 데이터베이스는 현재 시간에 참으로 믿겨지는 사실만을 저장하는 커런트 데이터베이스(current database)의 반의어이다.

## 참고 문헌
- C.J. Date, Hugh Darwen, Nikos Lorentzos (2002). Temporal Data & the Relational Model, First Edition (The Morgan Kaufmann Series in Data Management Systems); Morgan Kaufmann; 1st edition; 422 pages. ISBN 1-55860-855-9.
- Joe Celko (2014). Joe Celko's SQL for Smarties: Advanced SQL Programming (The Morgan Kaufmann Series in Data Management); Morgan Kaufmann; 5th edition. ISBN 978-0-12-800761-7.—Chapters 12 and 35 in particular discuss temporal issues.
- Snodgrass, Richard T. (1999). “Developing Time-Oriented Database Applications in SQL ” (PDF). (4.77 MiB) (Morgan Kaufmann Series in Data Management Systems); Morgan Kaufmann; 504 pages; ISBN 1-55860-436-7

## 같이 보기
- 시계열 데이터베이스(time series database)
- 데이터베이스 이론